# Носа-Сеньора-ду-Бишпу
Носа-Сеньора-ду-Бишпу (порт.  Nossa Senhora do Bispo) - фрегезия (район) в муниципалитете Монтемор-у-Нову округа Эвора в Португалии. Территория – 124,52 км². Население   – 5 411 жителей. Плотность населения – 43,5 чел/км².